# Georg Heinrich Weber
Georg Heinrich Weber (27 de julio de 1752 - 7 de julio de 1828) fue un médico, botánico, micólogo, briólogo, algólogo alemán.

## Biografía
Era hijo del profesor de teología y de filosofía Andreas Weber (1718-1781), padre del botánico Friedrich Weber (1781-1823) y abuelo del médico Ferdinand Weber (1812-1860), todos docentes de la Universidad de Kiel.
En la Universidad de Kiel, fue profesor de medicina a partir de 1777, y profesor de medicina y de botánica a partir de 1780. En 1802, participó en la fundación del jardín botánico de la universidad.
Weber es el autor del notable trabajo Spicilegium florae Goettingensis, plantas inprimis cryptogamicas Hercyniae illustrans (Gotha, 1778).
Con el botánico Friedrich Heinrich Wiggers, escribió y publicó la obra Primitiae florae holsaticae, en 1780.

## Algunas publicaciones
- Bitte an das Publicum um Unterstützung zu dem in Kiel zu errichtenden Krankenhause. 1788.

- Commentatio botanico-medica, sistens vires plantarum cryptogamicarum medicas. 1778. Untersucht den heilkundlichen Einsatz von Moosen und Farnen.

- Spicilegium florae Göttingensis plantas imprimis cryptogamicas Hercyniae illustrans. Gotha. 1778

- Flora von Göttingen. 1778. Eine frühe Erfassung der Pflanzenbestände.

- Einige Erfahrungen über die Behandlung der jetzigen Ruhrepidemie.

- Ueber die Schleswig’schen Möwen und Holsteinschen Schwimmvögel. 1798.

## Honores

### Eponimia
- (Rubiaceae) Webera Schreb., 1791= Tarenna Gaertn. 1788

- (Melastomataceae) Webera J.F.Gmel., 1791[2] nom. illeg. Bellucia Neck. ex Raf. 1838

- (Rubiaceae) Webera Hedw. 1801, nom. illeg. Pohlia Hedw. 1801

- (Rubiaceae) Webera Cramer, 1803,[3] nom. illeg. = Azima Lam. 1783

## Fuente
- Historia de la Universidad de Kiel (en alemán)